# Груляско
Груля̀ско (на италиански: Grugliasco; на пиемонтски: Grujasch, Груяск) е град и община в Метрополен град Торино, регион Пиемонт, Северна Италия. Разположен е на 293 m надморска височина. Към 1 януари 2020 г. населението на общината е 37 592 души, от които 1598 са чужди граждани.